# Мензелинский уезд
Мензелинский уезд — административно-территориальная единица в составе Оренбургской и Уфимской губерний Российской Империи и РСФСР, существовавшая в 1782—1920 годах. Уездный город — Мензелинск. 

## Географическое положение
Мензелинский уезд находился на северо-западе Уфимской губернии. Площадь — 11 640,6 вёрст²
Граничил с Мамадышским, Елабужским и Сарапульским уездами Вятской губернии, с Бирским и Белебеевским уездами Уфимской губернии, Бугульминским уездом Самарской губернии и Чистопольским уездом Казанской губернии.

## История
В 1782 году Мензелинск стал центром Мензелинского уезда, который вошёл в состав Уфимской области Уфимского наместничества.
С 1796 года уезд входил в состав Оренбургской, с 1865 года — Уфимской губернии.
В 1920 году был включён в состав Татарской республики как Мензелинский кантон.

## Население
По данным переписи населения 1897 года население уезда составляло 379 981 человек, в том числе в городе Мензелинск — 7552 человек.

### Национальный состав
| Национальность | Население, чел. | % от общего |
| -------------- | --------------- | ----------- |
| Башкиры        | 154 324         | 33,7        |
| Русские        | 135 150         | 28,17       |
| Татары         | 93 403          | 20,4        |
| Тептяри        | 36783           | 8,0         |
| Всего          | 379 981         | 100,00      |

Согласно подворной переписи крестьянского хозяйства 1912—1913 гг., численность жителей Мензелинского уезда составила 458 239 чел., из которых: башкир — 154 324 чел. (или 33,7 %), русских — 135 150, (29,5 %), татар — 93 403 (20,4 %), тептярей — 36 783 (8,0 %), кряшенов — 26 058 (5,7 %), мордвы — 6 151 (1,34 %), чувашей — 3 922 (0,85 %) и марийцев — 2 448 (0,54 %).

## Административное деление
В 1913 году в состав уезда входило 31 волость:
1. Актанышевская волость — с. Актаныш
2. Акташевская волость
3. Александро-Карамалинская волость
4. Альмето-Муллинская волость — д. Сарманово
5. Амикеевская волость
6. Афонасовская волость
7. Ахметевская волость — д. Нижняя Бишева
8. Байсаровская волость
9. Бетькинская волость
10. Башинды-Останковская волость — с. Ново-Спасское
11. Богодаровская волость — с. Покровское
12. Ерсубайкинская волость — д. Нижнее Абдулово
13. Заинская волость — с. Заинск
14. Ирехтинская волость — д. Мендлитамак
15. Кузекеевская волость
16. Макарьевская волость
17. Матвеевская волость
18. Мензелинская волость — г. Мензелинск
19. Мысово-Челнинская волость
20. Ново-Спасская волость
21. Ново-Шугановская волость
22. Нуркеевская волость
23. Поисевская волость
24. Семиостровская волость — д. Черемиские-Суук-су
25. Старо-Кашировская волость — д. Ивановка
26. Старо-Мелькенская волость
27. Сухоревская волость — д. Малые Ерыклы
28. Токмакская волость
29. Токталачукская волость
30. Троицкая волость — д. Кузайкина
31. Языковская волость

Изменения
- 8 марта 1918 года уездное земское собрание постановило[3]:

1) перечислить в Старо-Мелькенскую волость из Байсаровской д. Кичнарат;
2) в Верхне-Юшадинскую волость из Альмет-Муллинской д. Новый Муртыш Тамак и из Богодаровской Мансур-Саклы (Ново-Саклы), поселки Мансур и Кизляр и хут. из них;
3) переименовать Ерсубайкинскую волость в Старо-Багряшскую;
4) переименовать Альмет-Муллинскую волость в Сармановскую.